# How Brown Saw the Baseball Game
Pour plus de détails, voir Fiche technique et Distribution.
How Brown Saw the Baseball Game est un court métrage comique de cinéma muet américain produit en 1907 et distribué par la Lubin Manufacturing Company. Le film suit un fan de baseball, nommé M. Brown, qui boit de grandes quantités d’alcool avant un match de baseball et devient tellement ivre que le match lui apparaît se dérouler en sens inverse. Pendant la production, des effets spéciaux sont utilisés pour obtenir cet effet. L’identité des acteurs et de l’équipe de production est inconnue.
Le film sort en novembre 1907. Il reçoit une critique positive du Courier-Journal, qui le juge « vraiment drôle ». Il est incertain si une copie du film a survécu ; il s’agit donc probablement d’un film perdu. Plusieurs historiens du cinéma notent des similitudes entre l’intrigue de How Brown Saw the Baseball Game et la comédie réalisée par Edwin S. Porter, How the Office Boy Saw the Ball Game, sortie l’année précédente.

## Synopsis
Avant de se rendre à un match de baseball dans un stade de baseball voisin, M. Brown boit plusieurs cocktails. Il arrive au stade pour regarder le match, mais il est devenu tellement ivre que le jeu lui apparaît se dérouler à l’envers, avec les joueurs courant à l’envers sur bases ou encore la balle revenant dans la main du lanceur. Une fois la partie terminée, M. Brown est escorté chez lui par l’un de ses amis. Lorsqu’ils arrivent à la maison des Brown, ils rencontrent sa femme qui devient furieuse contre l’ami et commence à le frapper, croyant qu’il est responsable de l’état de son mari.

## Fiche technique
Sauf indication contraire, les informations mentionnées dans cette section peuvent être confirmées par la base de données cinématographiques IMDb,  présente dans la section « Liens externes ».
- Titre original : How Brown Saw the Baseball Game (litt. « Comment Brown a vu le match de baseball »)
- Production : Siegmund Lubin
- Société de production : Lubin Manufacturing Company
- Pays de production :  États-Unis
- Format : noir et blanc — 35 mm — 1.33:1 — muet[2]
- Genre : comédie
- Métrage : 350 pieds, 110 mètres[3]
- Date de sortie :
  - États-Unis : 16 novembre 1907

## Production
How Brown Saw the Baseball Game a été produit et distribué par la Lubin Manufacturing Company, une entreprise fondée par le pionnier du film germano-américain Siegmund Lubin. Au moment de la création de How Brown Saw the Baseball Game, la société produisait et distribuait jusqu’à trois films par semaine. L’identité du réalisateur et des acteurs de How Brown Saw the Baseball Game n’est pas connue.

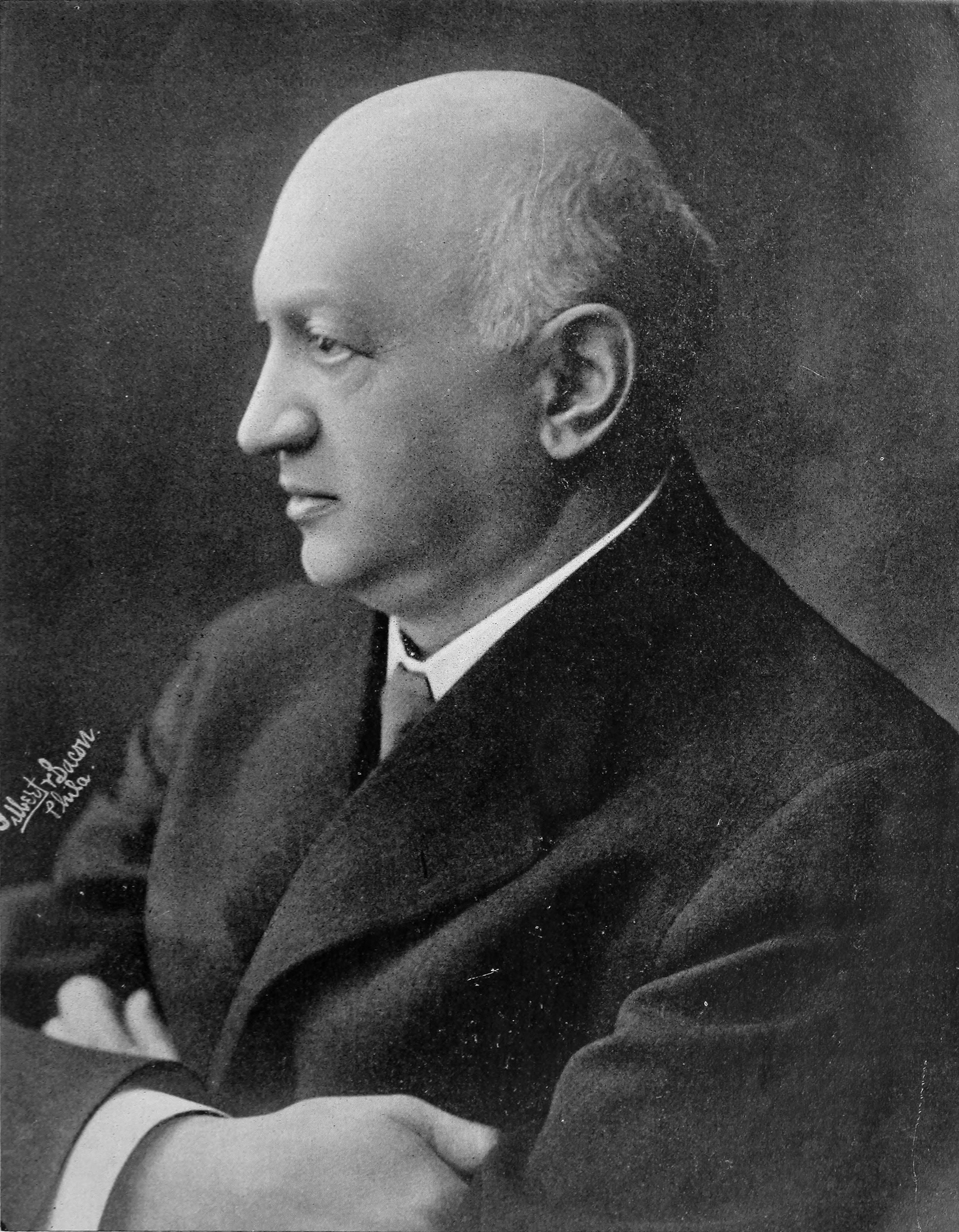
Siegmund Lubin en 1913. Son entreprise a produit et distribué How Brown Saw the Baseball Game.

Il s’agit d’un film muet tourné en noir et blanc, la bobine finale étant composée de 110 mètres de film. Pour les scènes qui ont lieu au stade de baseball, l’équipe de production a recours à des effets spéciaux afin de montrer les joueurs de baseball courant à reculons. Siegmund Lubin dépose un copyright pour le film le 26 octobre 1907, sous le titre alternatif How Jones Saw the Baseball Game.

## Sortie du film et accueil
How Brown Saw the Baseball Game commence à être diffusé dans les cinémas par la Lubin Manufacturing Company à partir du 16 novembre 1907 et l’est jusqu’en janvier 1910. Pendant ce temps, le film est parfois présenté dans le cadre d’un double programme avec le film de 1907 Neighbors Who Borrow, un court métrage comique sur un homme qui prête presque tout ce qu’il possède à ses voisins jusqu’à ce que sa femme rentre chez lui et le réprimande pour l’avoir fait,.
Les publicités pour le film le présentent comme « tellement amusant » et Lubin lui-même le promeut comme une « farce à en hurler de rire »,,. Le film reçoit une critique positive dans le numéro de juin 1908 du Courier-Journal, qui le qualifie de « vraiment drôle » ; la revue affirme également que le film est un « véritable succès » en salles.
Les écrits modernes suggèrent souvent que How Brown Saw the Baseball Game est une alternative ou un plagiat de la comédie How the Office Boy Saw the Ball Game (1906) de Edwin S. Porter, distribuée par Edison Studios,. Dans ce film, un employé de bureau se faufile hors de son lieu de travail pour regarder un match de baseball et découvre son employeur sur un siège voisin,. La Lubin Manufacturing Company était alors connue pour la création de films très similaires aux films réalisés par les studios cinématographiques concurrents. Par exemple, la société de production avait déjà créé des films ressemblant à d’autres films d’Edison Studios tels que Uncle Tom’s Cabin (en) ou Le Vol du grand rapide (The Great Train Robbery). L’auteur Jack Spears écrit dans son livre Hollywood: The Golden Era que How Brown Saw the Baseball Game et How the Office Boy Saw the Ball Game « utilisaient pratiquement la même intrigue »,. L’article de Rob Elderman The Baseball Film: to 1920 dans le journal Base Ball relève également les similitudes entre les intrigues des deux films.
En février 2021, il est toujours incertain s’il existe encore une copie de How Brown Saw the Baseball Game : c’est probablement devenu un film perdu. S’il était retrouvé, il serait tombé dans le domaine public.

### Citations originales
1. 1 2  (en) « truly funny ».
2. ↑  (en) « such fun ».
3. ↑  (en) « screamingly funny farce ».
4. ↑  (en) « a veritable hit ».
5. ↑  (en) « used practically the same plot ».